# Cerma flavidior
Cerma flavidior là một loài bướm đêm trong họ Noctuidae.